# A/b-Schnittstelle
Die a/b-Schnittstelle ist in der Telekommunikation die Schnittstelle zum Anschluss von analogen Endgeräten, zum Beispiel von Telefonen, Faxgeräten oder Modems, an eine Ortsvermittlungsstelle des Telefonnetzes oder an eine Telefonanlage.
Die Schnittstelle verbindet ein Endgerät über eine zweiadrige Leitung (Doppelader) mit der Vermittlungseinrichtung. Die beiden Adern werden mit „a-Ader“ und „b-Ader“ bezeichnet; daher auch der Name der Schnittstelle. 
Ursprünglich wurde die a/b-Schnittstelle als genereller Netzabschluss im alten analogen Festnetz bereitgestellt, während sie in den heutigen Netzen über Umsetzer in der digitalen Teilnehmervermittlungsstelle oder über teilnehmerseitig installierte Endgeräte (Telefonanlagen, Terminaladapter, Analog-Telefon-Adapter, Integrated Access Devices, Mobilfunk-Gateways etc.) realisiert wird.

## Leistungen und Parameter
- Vollduplex-Sprachkanal mit einem Frequenzband von 300 Hz bis 3400 Hz. Die Richtungstrennung im Endgerät erfolgt mit einer Gabelschaltung.
- Fernspeisung der Grundfunktionen des Endgeräts mit Gleichspannung:
  - Im deutschen öffentlichen Telefonnetz[1] meist 60 V (50 V bis 72 V)
    - Toleranzbereich der Leerlaufspannung: Ohne Zusatzspeisung 20 V – 75 V, mit Zusatzspeisung bis 105 V
    - Polarität: a-Ader negativ gegenüber dem Bezugspotenzial (der auf Erdpotenzial liegenden b-Ader). Die Polarität spielt für moderne analoge Endgeräte keine Rolle. Bei falscher Polarität kann es aber bei älteren Telefonen (beispielsweise des Typs 611) beim Abheben zu einem kurzen Anschlagen des Weckers kommen. Zu Prüfzwecken kann von der Teilnehmerschaltung in der Vermittlungsstelle die Polarität des zu messenden Anschlusses gewechselt werden. Damit kann mittels des passiven Prüfabschlusses die Teilnehmeranschlussleitung gemessen werden.

  - Bei Telefonanlagen in der Regel 48 V, 32 V oder 24 V
- Signalisierung
  - Anrufsignalisierung mit Rufwechselspannung:
    - Im deutschen öffentlichen Netz ca. 50 V / 25 Hz, Toleranzbereich 32 V bis 75 V
    - In Telefonanlagen auch 50 Hz

  - Übertragung der Rufnummer des Anrufenden (CLIP) zwischen dem ersten und dem zweiten Ruf
  - Belegungserkennung (Abheben des Telefonhörers)
  - Wahlverfahren:
    - Mehrfrequenzwahlverfahren (MFV, Tonwahl): Das heute übliche Wahlverfahren
    - Impulswahlverfahren (IWV, Impulswahl): Ursprünglich von Nummernschaltern (Wählscheiben) verwendet. Heute veraltet aber im öffentlichen Netz und von den meisten modernen Telefonanlagen weiterhin unterstützt
    - Dioden-Erd-Verfahren (DEV): Veraltetes Tastenwahlverfahren in Telefonanlagen. Erfordert einen Erdanschluss über eine zusätzliche Ader. Wird nicht mehr benutzt.

  - Übertragung von Steuersignalen des Teilnehmers, z. B. mittels Rückfragetaste
  - Übertragung der Hörtöne auf dem Sprachkanal
  - Übertragung des Gebührenimpulses zum Teilnehmer. Bei internen a/b-Schnittstellen von Telefonanlagen nicht bei allen Telefonanlagen verfügbar

## Anschlusstechnik
Für den Anschluss der Endgeräte an die a/b-Schnittstelle werden Telefondosen verwendet, in strukturierten Verkabelungen auch RJ11-Dosen, seltener auch RJ45-Dosen. Früher wurden in Westdeutschland dafür sogenannte Verbinderdosen (VDo) oder Anschlussdosen (ADo) benutzt; diese Dosentypen werden seit 1989 nicht mehr neu eingesetzt, jedoch sind sie noch in Altinstallationen vorzufinden.